# ABC (The Jackson 5-låt)
"ABC" är Jackson Five's hitsingel från 1970. Låten är skriven av Berry Gordy, Deke Richards, Frederick Perren, och Alphonso Mizell och utkom nämnt år på Jackson Five's album med samma namn.